# Харта
Хартата (на латински: charta – хартия, от старогръцки: χάρτης, означаващо „слой папирус“) е предоставяне на правомощия или права, като се посочва, че предоставящият официално признава прерогативите на получателя да упражнява посочените права. Подразбира се, че предоставящият запазва превъзходство (или суверенитет) и че получателят признава ограничен (или по-нисък) статус в рамките на връзката. Това е смисълът, който се запазва в съвременната употреба на термина.
Харта е синоним на документ, който определя предоставяне на права или привилегии на институция или определна група хора.
Хартата е била основният документ на западния феодализъм. Като понятие се появява през Средновековието (XIII век).
В съвременния език за синоними могат да се считат думите устав и постановление.